# Liste des lieux historiques nationaux du Canada en Saskatchewan
Voici la liste des lieux historiques nationaux du Canada (anglais : National Historic Sites of Canada) situé en Saskatchewan. En mars 2011, on compte 44 lieux historiques nationaux en Saskatchewan, dont 11 sont administrés par Parcs Canada. De ce nombre, il faut rajouté aussi deux sites qui ont perdu leur désignations.
Les noms des sites correspondent à ceux donnés par la commission des lieux et monuments historiques du Canada, qui peuvent être différents de ceux donnés par le milieu local.

## Lieux historiques nationaux
| Lieu                                                              | Désignation | Municipalité                                                    | Description | Photo                      |
| ----------------------------------------------------------------- | ----------- | --------------------------------------------------------------- | --- | -------------------------- |
| Ancien hôtel de ville de Prince Albert (en)                       | 1984        | Prince Albert 53° 12′ 07″ N, 105° 45′ 31″ O                     | Un des rares hôtels de ville du XIXe siècle qui subsisté encore dans les Prairies                                                                                                  |                            |
| Ancien hôtel du gouverneur / Scolasticat Saint-Charles            | 1973        | Battleford 52° 42′ 43″ N, 108° 18′ 29″ O                        | Siège du gouvernement territorial, 1878 |                            |
| Avenue Commémorative (en)                                         | 1992        | Saskatoon 52° 08′ 49″ N, 106° 39′ 29″ O                         | Voie du souvenir à la mémoire des soldats de la Première Guerre mondiale |                            |
| Banque de commerce canadienne (en)                                | 1976        | Watson 52° 07′ 44″ N, 104° 31′ 27″ O                            | Un des rares exemples encore existants des banques préfabriquées assemblées dans l'Ouest                                                                                           |                            |
| Bataille de Cut Knife                                             | 1923        | Poundmaker (en) 52° 50′ 22″ N, 108° 57′ 47″ O                   | Les Cris repoussent une attaque des Canadiens (1885); Rébellion du Nord-Ouest |                            |
| Bataille de Duck Lake                                             | 1924        | Beardy's and Okemasis 52° 49′ 27″ N, 106° 16′ 27″ O             | Première bataille engagée pendant la Rébellion du Nord-Ouest (1885) |                            |
| Bataille de la coulée des Tourond – Fish Creek                    | 1923        | Fish Creek No. 402 (en) 52° 33′ 00″ N, 106° 10′ 51″ O           | Lieu où des Métis et des troupes canadiennes se sont livré bataille en 1885; Rébellion du Nord-Ouest                                                                               |                            |
| Batoche                                                           | 1923        | Saint-Louis No 431 52° 45′ 10″ N, 106° 07′ 02″ O                | Village métis; lieu de la bataille de Batoche en 1885; Rébellion du Nord-Ouest |                            |
| Briqueterie de Claybank                                           | 1994        | Elmsthorpe No. 100 (en) 50° 03′ 00″ N, 105° 14′ 00″ O           | Important complexe de fabrication de briques du début du XXe siècle |                            |
| Bureau de poste de Humboldt                                       | 1977        | Humboldt 52° 11′ 56″ N, 105° 07′ 22″ O                          | Bureau de poste de style néo-roman construit en 1911, témoigne de la croissance de l'Ouest (1911)                                                                                  |                            |
| Carlton House                                                     | 1976        | Duck Lake No. 463 (en) 52° 49′ 16″ N, 106° 29′ 24″ O            | Emplacement d'un poste de la Compagnie de la Baie d'Hudson (1795-1885) |                            |
| College Building (en)                                             | 2001        | Saskatoon 52° 08′ 12″ N, 106° 37′ 51″ O                         | Principale composante du plus bel ensemble d'édifices universitaires de style gothique collégial au Canada                                                                         |                            |
| Cumberland House                                                  | 1924        | Cumberland House (en) 53° 57′ 35″ N, 102° 15′ 53″ O             | Poste de la Compagnie de la Baie d'Hudson établi en 1774 par Samuel Hearne |                            |
| Doukhobors à Veregin (en)                                         | 2006        | Veregin (en) 51° 35′ 00″ N, 102° 04′ 53″ O                      | Centre de distribution ainsi que le centre administratif et spirituel de la région pendant la première phase de l'établissement des Doukhobors au Canada.                          |                            |
| Édifice de l'Assemblée législative de la Saskatchewan et son parc | 2005        | Regina 50° 25′ 57″ N, 104° 36′ 54″ O                            | Paysage bien conservé conçu selon les principes de l'École des Beaux-Arts et du mouvement « City Beautiful »                                                                       |                            |
| Église Holy Trinity (en)                                          | 1970        | Division No. 18, Unorganized 55° 25′ 03″ N, 104° 33′ 02″ O      | Vieille église du style néo-gothique de mission anglicane édifiée dans l'Ouest (1852-56)                                                                                           |                            |
| Établissements religieux de Gravelbourg                           | 1995        | Gravelbourg 49° 52′ 20″ N, 106° 33′ 26″ O                       | Cathédrale importante, résidence d'évêque et école de couvent d'une colonie franco-catholique des Prairies (1918-19)                                                               |                            |
| Ferme Maple Grove de Seager Wheeler (en)                          | 1994        | Rosthern No. 403 (en) 52° 40′ 25″ N, 106° 13′ 05″ O             | Ferme céréalière typique du début du XXe siècle aménagée par Seager Wheeler (en)                                                                                                   |                            |
| Forestry Farm Park and Zoo (en)                                   | 1990        | Saskatoon 52° 09′ 30″ N, 106° 35′ 03″ O                         | Importante contribution du gouvernement fédéraux au boisement des Prairies |                            |
| Fort à la Corne                                                   | 1926        | Kinistino No. 459 (en) 53° 09′ N, 104° 48′ O                    | Emplacement de plusieurs postes de traite des fourrures (1753-1932); la Compagnie du Nord-Ouest                                                                                    |                            |
| Fort Battleford (en)                                              | 1923        | Battleford 52° 43′ 38″ N, 108° 17′ 46″ O                        | Quartier général de la Police montée du Nord-Ouest (1876) |                            |
| Fort Espérance                                                    | 1959        | Rocanville No 151 (en) 50° 29′ 32″ N, 101° 34′ 39″ O            | Vestiges de deux postes de traite de la Compagnie du Nord-Ouest | Monument du fort Espérance |
| Fort Livingstone                                                  | 1923        | Livingston No. 331 (en) 51° 53′ 58″ N, 101° 57′ 44″ O           | Premier quartier général de la Police montée du Nord-Ouest |                            |
| Fort Pelly                                                        | 1953        | St. Philips No. 301 51° 46′ 35″ N, 101° 59′ 51″ O               | Vestiges d'un poste de traite de la Compagnie de la Baie d'Hudson |                            |
| Fort Pitt                                                         | 1954        | Frenchman Butte No. 501 (en) 53° 39′ 01″ N, 109° 45′ 06″ O      | Emplacement d'un poste de la Compagnie de la Baie d'Hudson, signature du traité no 6                                                                                               |                            |
| Fort Qu'Appelle                                                   | 1953        | Fort Qu'Appelle 50° 46′ 18″ N, 103° 47′ 51″ O                   | Fort de la Compagnie de la Baie d'Hudson, négociation du traité no 4 |                            |
| Fort Walsh                                                        | 1924        | Maple Creek No. 111 (en) 49° 34′ 22″ N, 109° 52′ 53″ O          | Un des premiers postes établis par la Police montée du Nord-Ouest |                            |
| Frenchman Butte                                                   | 1929        | Frenchman Butte No 501 53° 37′ 38″ N, 109° 34′ 33″ O            | Lieu où des Cris et des troupes canadiennes se sont livré bataille en 1885; Rébellion du Nord-Ouest                                                                                |                            |
| Gare de Melville                                                  | 2014        | Melville 50° 55′ 35″ N, 102° 48′ 26″ O                          | |                            |
| Gare du Canadien Pacifique de Saskatoon (en)                      | 1976        | Saskatoon 52° 07′ 56″ N, 106° 40′ 16″ O                         | Gare de style Château dont la construction a débuté en 1907 |                            |
| Gare du Grand Tronc à Biggar                                      | 1976        | Biggar 52° 03′ 13″ N, 107° 59′ 11″ O                            | Gare typique de 1910, traduit l'influence du chemin de fer dans l'Ouest |                            |
| Homestead Motherwell                                              | 1966        | Abernethy No. 186 (en) 50° 43′ 08″ N, 103° 25′ 30″ O            | Ferme d'un homme politique et agronome réputé, William Richard Motherwell (1882)                                                                                                   |                            |
| Hôtel du Gouverneur (en)                                          | 1968        | Regina 50° 27′ 14″ N, 104° 38′ 52″ O                            | Résidence du gouverneur (1891-1905) |                            |
| Île à la Crosse                                                   | 1954        | Île-à-la-Crosse 55° 27′ 00″ N, 107° 53′ 00″ O                   | Carrefour de la traite des fourrures, Compagnie de la Baie d'Hudson |                            |
| Keyhole Castle (en)                                               | 1975        | Prince Albert 53° 11′ 43″ N, 105° 45′ 06″ O                     | Édifice qui est une expression du style Queen Anne |                            |
| Maison de tourbe Addison (en)                                     | 2003        | Oakdale No. 320 (en) 51° 28′ 00″ N, 109° 10′ 00″ O              | Spécimen remarquablement bien conservé de construction en mottes de gazon et un des rares exemples à être parvenus jusqu'à nous                                                    |                            |
| Maison semi-enterrée des Doukhobors                               | 2008        | Blaine Lake No. 434 (en) 52° 45′ 17″ N, 106° 43′ 28″ O          | Elle est, à ce qu'on sache, le dernier spécimen encore partiellement intact d'une forme pratique d'abris provisoires construits non seulement par les Doukhobors                   |                            |
| Maison Marr (en)                                                  | 2016        | Saskatoon 52° 07′ 07″ N, 106° 39′ 48″ O                         | | texte=Maison Marr          |
| Massacre de Cypress Hills (en)                                    | 1964        | Maple Creek No. 111 (en) 49° 33′ 02″ N, 109° 53′ 20″ O          | Attaque, en 1873, d'Assiniboines par des chasseurs de loup, la Police montée du Nord-Ouest                                                                                         |                            |
| Minoterie Esterhazy                                               | 2009        | Esterhazy 50° 39′ 11″ N, 102° 04′ 16″ O                         | Spécimen rare ayant été préservé dans son intégrité représente une période de la technologie meunière qui a été d'une importance cruciale pour l'industrie céréalière; (1904-1907) |                            |
| Montgomery Place (en)                                             | 2016        | Saskatoon 53° 16′ 37″ N, 106° 43′ 51″ O                         | | texte=Montgomery Place     |
| Palais de justice de Battleford (en)                              | 1981        | Battleford 52° 44′ 00″ N, 108° 19′ 00″ O                        | Édifice construit en 1909, symbole de la justice dans la nouvelle province |                            |
| Palais de justice de Moose Jaw                                    | 1981        | Moose Jaw 50° 23′ 37″ N, 105° 32′ 14″ O                         | Édifice de style Beaux-Arts, symbole de la justice dans la nouvelle province |                            |
| Refuge d'oiseaux de Last Mountain Lake                            | 1987        | Last Mountain Valley No. 250 (en) 51° 20′ 00″ N, 105° 15′ 00″ O | Première réserve de sauvagine en Amérique du Nord (1887) |                            |
| Site de sépulture Gray                                            | 1973        | Swift Current No. 137 (en) 50° 20′ 38″ N, 107° 52′ 43″ O        | Un des plus anciens lieux de sépulture des Plaines, vers l'an 3000 avant J.-C. |                            |
| Steele Narrows                                                    | 1950        | Loon Lake No. 561 (en) 54° 02′ 26″ N, 109° 18′ 34″ O            | Dernière bataille livrée pendant la Rébellion du Nord-Ouest (1885) |                            |
| Wanuskewin                                                        | 1986        | Corman Park No. 344 (en) 52° 13′ 25″ N, 106° 35′ 42″ O          | Ensemble de sites culturels des Indiens des Plaines |                            |

## Lieux historiques nationaux ayant perdu leur intégrité commémorative
| Lieu                                                 | Désignation | Municipalité | Raison                    | Photo |
| ---------------------------------------------------- | ----------- | ------------ | ------------------------- | ----- |
| Élévateur à grains de la Lake of the Woods à Fleming | 2008        | Fleming      | Détruit par le feu (2010) |       |
| Théâtre Capital                                      | 1979        | Saskatoon    | Démoli (?)                |       |